# Podwodny kabel elektroenergetyczny Malta–Sycylia
Podwodny kabel elektroenergetyczny Malta–Sycylia, znany też jako Interkonektor Malta–Sycylia – podmorski kabel energetyczny łączący sieć energetyczną Malty z włoską siecią przesyłową zarządzaną przez Terna S.p.A., będący częścią zsynchronizowanej europejskiej sieci energetycznej.

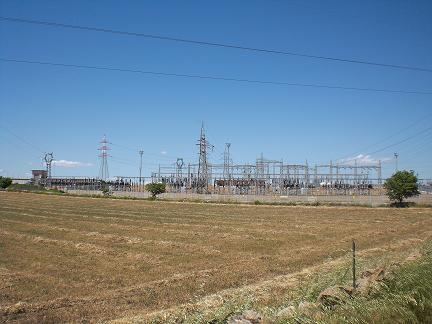
Stacja elektroenergetyczna w Ragusie.

## Dane techniczne
Kabel podmorski o długości 95 km zaczyna się w Magħtab w granicach Naxxar na Malcie i biegnie do Marina di Ragusa na Sycylii we Włoszech. Stamtąd, za pomocą podziemnego kabla o długości 25 km jest połączony z podstacją w Ragusie, należącą do włoskiego OSP Terna S.p.A.
Dostawcą kabla oraz 132/220 kV podstacji na Malcie jest firma Nexans. Kabel ma nośność 200 MW i wykorzystuje wysokie napięcie 220 kV prądu przemiennego. Operatorem połączenia międzysystemowego jest maltańskie przedsiębiorstwo energetyczne Enemalta. Kabel został ułożony w morzu w 2014 przez statek C/S „Nexans Skagerrak” spółki Nexans. Połączenie wzajemne zostało oddane do użytku w marcu 2015. Koszt projektu wyniósł 182 mln euro.

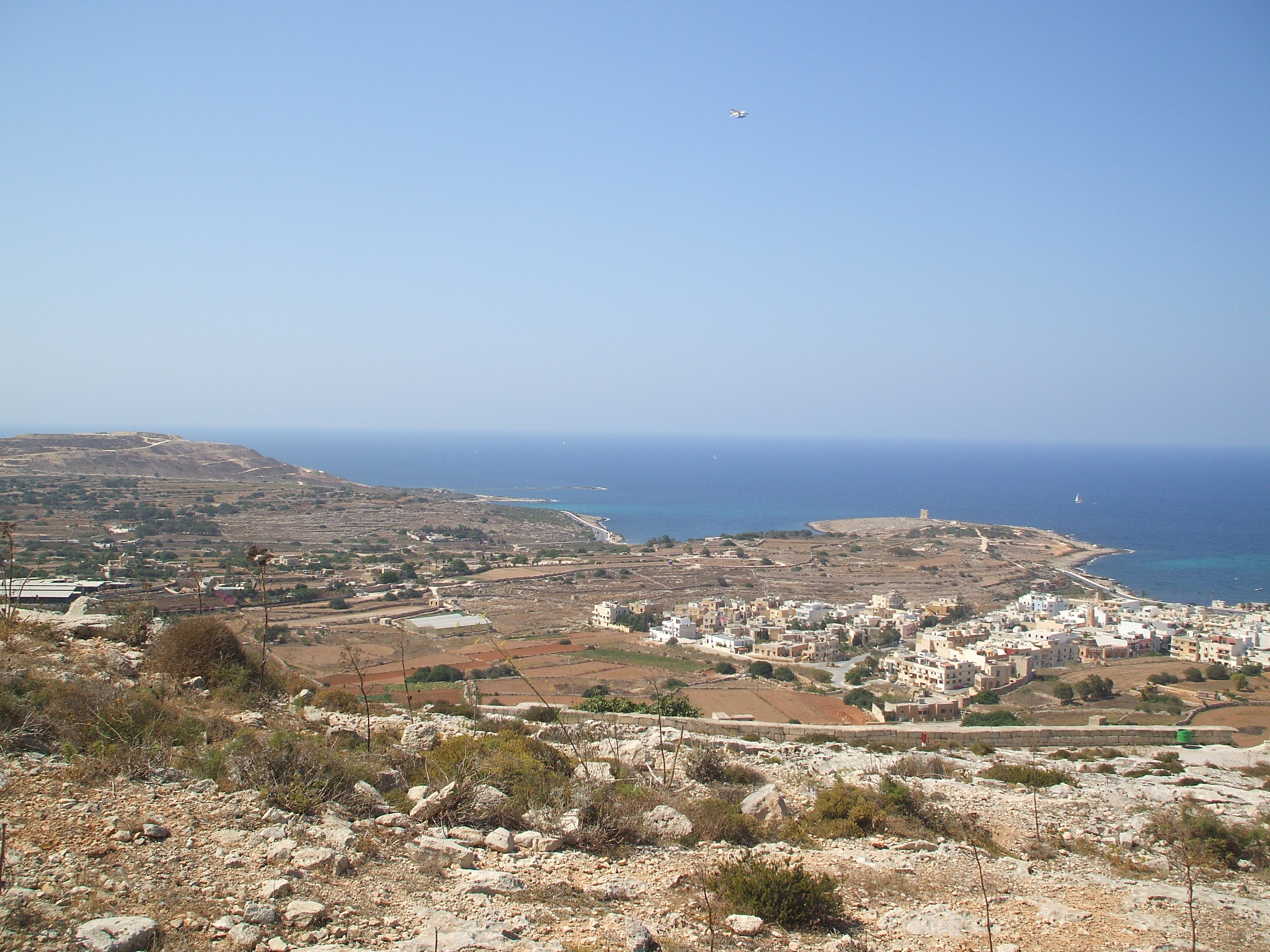
Zatoka Qalet Marku – maltański terminal podwodnego kabla energetycznego.

## Wpływ ekonomiczny
Kabel umożliwia Malcie wymianę energii elektrycznej z włoskim rynkiem energii, co oznacza, że wyspa może zarówno importować z Włoch, jak i eksportować energię elektryczną za pośrednictwem połączenia międzysystemowego.

Położenie tego podmorskiego kabla zakończyło wcześniejszą izolację elektryczną Malty i zdywersyfikowało jej koszyk źródeł energii. W lutym 2015 Komisja Europejska podkreśliła, że dzięki nowemu połączeniu wzajemnemu poziom połączeń wzajemnych Malty wzrośnie z 0% do około 35%.

## Problemy
W grudniu 2019 przerwy w dostawie prądu na Malcie spowodowane były awarią podmorskiego kabla energetycznego w wyniku uszkodzenia przez kotwicę statku. W 2019 połączenie międzysystemowe dostarczyło 23,1% wytworzonej mocy.

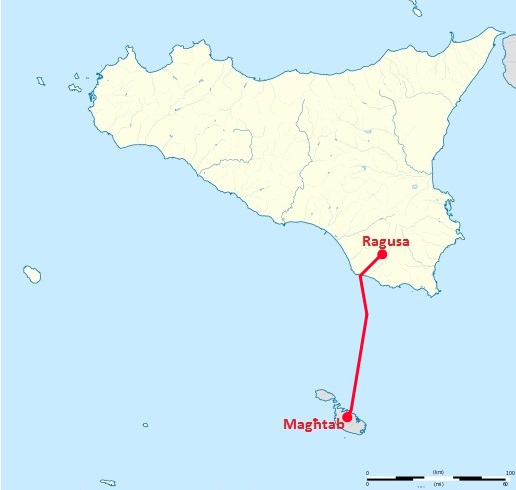
Mapa połączenia podmorskim kablem energetycznym.

## Miejsca
| Strona                                             | Współrzędne                               |
| -------------------------------------------------- | ----------------------------------------- |
| Podstacja Ragusa                                   | 36°52′47″N 14°40′53″E/36,879722 14,681389 |
| Włoski terminal kabla podwodnego, Marina di Ragusa | 36°46′48″N 14°34′10″E/36,780000 14,569444 |
| Maltański terminal podmorski, Qalet Marku          | 35°56′36″N 14°26′59″E/35,943333 14,449722 |
| Podstacja w Magħtab (w projekcie)                  | 35°56′19″N 14°26′17″E/35,938611 14,438056 |